# Luisin
Der Luisin ist ein 2786 m ü. M. hoher Berg in den Alpen des Chablais im Kanton Wallis in der Schweiz. Er liegt östlich der Tour Sallière, zwischen dem Stausee Lac de Salanfe und dem Vallée du Trient.
An seiner Südostflanke führt eine Gondelbahn von Les Marécottes zur Bergstation La Creusaz (1777 m). Zusammen mit der Sesselbahn auf Golettaz (2220 m) sowie einem Skilift besteht am Luisin ein kleines Skigebiet.